# Wuchtbrumme
Als Wuchtbrumme wird umgangssprachlich eine wegen ihrer Körpermaße beeindruckende Frau bezeichnet.

## Etymologie
Sprachwissenschaftlich ist der Begriff, der aus „Wucht“ und „Brumme“, dem umgangssprachlichen Ausdruck für Hummeln, zusammengesetzt ist, seit den 1960er Jahren belegt und war anfangs ein Jargonausdruck und gruppensprachliches Synonym für „hübsches Mädchen“. Der Ausdruck war bereits in den 1970er Jahren ein Modewort, welches rasch zum Klischee wurde und die Zugehörigkeit zu bestimmten (jugendlich erscheinenden) Kreisen zeigen sollte. Ende der 1980er/Anfang der 1990er Jahre drehte sich der Begriff zunächst wieder ins Negative, insbesondere mit dem Hinweis auf das jeweilige Gewicht der Angesprochenen. Seit einigen Jahren wird der Begriff aber auch positiv besetzt für selbstbewusste Frauen, „die ihr Leben mit viel Schwung und Energie gestalten“.

## Verwendung
Die Schriftstellerin Tatjana Kruse verwendet das Wort in Titeln von Krimis und Romanen. Wuchtbrummenalarm oder Die Wuchtbrumme beschreiben vollschlanke Single-Frauen, die sich nicht unterkriegen lassen.
Beispielsweise wurde Marianne Sägebrecht mehrfach als Wuchtbrumme bezeichnet. Die Hamburger Zeit verwendete den Begriff für die Sängerin Pink. Sie bringe zum Ausdruck, dass der Taillenumfang einer Frau sich nicht umgekehrt proportional zu ihrer sozialen Stellung verhalten müsse. Körperliche Fülle in Szene zu setzen, sei zuvor auf schwarze Musikerinnen begrenzt gewesen, von Queen Latifah, Neneh Cherry bis Miriam Makeba oder Missy Elliott.
Im umgangssprachlichen Gebrauch ist Wuchtbrumme gelegentlich auch negativ besetzt, da der Begriff hier häufig eine Frau bezeichnet, deren körperlichen Ausmaße mit „wuchtig“ assoziiert werden.

## Trivia
Bei der ehemaligen amerikanischen Fluggesellschaft Pan American erhielten während des Kalten Krieges mehrere für West-Berlin-Flüge eingesetzte Boeing 727 zeitweise den Namen Clipper Wuchtbrumme.
Die Redaktion der Deutschen Welle erklärte den Begriff am 1. Juli 2013 zum „Wort der Woche“ und nannte als Beispiele für eine positive Besetzung des Wortes Beth Ditto und Cindy aus Marzahn.